# Робсон Консейсан
Робсон Консейсан  (порт. Robson Donato Conceição; нар. 28 жовтня 1988, Салвадор, Баїя, Бразилія) — бразильський боксер-професіонал, що виступає у другій напівлегкій вазі. Олімпійський чемпіон 2016 року, призер чемпіонатів світу (2013 та 2015) та Панамериканських ігор (2011), чемпіон світу за версією WBC (2024) у другій напівлегкій вазі.

## Аматорська кар'єра

### Олімпійські ігри 2008
- 1/16 фіналу. Програв Лі Яну (Китай) — 4-12

### Чемпіонат світу 2009
- 1/32 фіналу. Програв Яснієру Толедо (Куба) — 7-21

### Чемпіонат світу 2011
- 1/32 фіналу. Переміг Міхала Чудецкі (Польща) — 16-7
- 1/16 фіналу. Переміг Мартіна Ворда (Англія) — 21-20
- 1/8 фіналу. Програв Василю Ломаченко (Україна) — 18-19

### Олімпійські ігри 2012
- 1/16 фіналу. Програв Джошу Тейлору (Велика Британія) — 9-13

### Чемпіонат світу 2013
- 1/16 фіналу. Переміг Доржнямбуугийна Отгондалая (Монголія) — 2-1
- 1/8 фіналу. Переміг Дмитра Черняка (Україна) — 3-0
- 1/4 фіналу. Переміг Вікаша Маліка (Індія) — 3-0
- 1/2 фіналу. Переміг Доменіко Валентіно (Італія) — 3-0
- Фінал. Програв Лазаро Альваресу (Куба) — 0-3

### Чемпіонат світу 2015
- 1/8 фіналу. Переміг Адлана Абдурашидова (Росія) — 3-0
- 1/4 фіналу. Переміг Джозефа Кордіна (Велика Британія) — 3-0
- 1/2 фіналу. Програв Альберту Селімову (Азербайджан) — 0-3

### Олімпійські ігри 2016
- 1/8 фіналу: Переміг Анвара Юнусова (Таджикистан) — TKO
- 1/4 фіналу: Переміг Хуршида Таджибаєва (Узбекистан) — PTS (3-0)
- 1/2 фіналу: Переміг Лазаро Альвареса (Куба) — PTS (3-0)
- Фінал: Переміг Софьяна Уміа (Франція) — PTS (3-0)

## Професіональна кар'єра
Після перемоги на Олімпійських іграх Консейсан перейшов у професійний бокс та підписав контракт з Top Rank. Дебют відбувся 5 листопада 2016 року в андеркарті бою Менні Пак'яо проти Джессі Варгаса. На кінець 2019 року провів 13 боїв, усі виграв.

### Консейсан проти Вальдеса
10 вересня 2021 року Робсон зустрівся в бою з чемпіоном світу за версією WBC в другій напівлегкій вазі мексиканцем Оскаром Вальдесом, з яким бразилець зустрічався раніше на аматорському рингу у фіналі Панамериканського чемпіонату з боксу 2009 і здобув перемогу. На професійному рингу мексиканець досяг більших успіхів, і в захисті титулу чемпіона взяв реванш, здобувши перемогу одностайним рішенням суддів. Консейсао зазнав першої поразки.

### Консейсан проти Стівенсона
23 вересня 2022 року бився за титули чемпіона WBC і WBO у другій напівлегкій вазі, які втратив на офіційному зважуванні напередодні бою Шакур Стівенсон, але зазнав від того беззаперечної поразки.

### Консейсан проти Наваррете
16 листопада 2023 року вийшов на бій проти чемпіона WBO у другій напівлегкій вазі Емануеля Наваррете (Мексика) і, двічі побувавши у нокдаунах, зумів здобути нічию, яка не принесла йому титулу.

### Консейсан проти О'Шакі Фостера
6 липня 2024 року вийшов на бій проти чемпіона WBC у другій напівлегкій вазі О'Шакі Фостера (США). Консейсан здобув перемогу розділеним рішенням суддів і став новим чемпіоном, але перемога була дуже суперечливою. Думки оглядачів поділилися, і багато хто вважав, що Фостер був законним переможцем. Суперники домовилися про матч-реванш, який відбувся 2 листопада 2024 року.
Реванш був таким же напруженим, як і перший бій, але цього разу завершився розділеним рішенням суддів на користь Фостера.

### Таблиця боїв
| 19 Перемог (9 нокаутом, 10 за рішенням суддів), 3 Поразки (0 нокаутом, 3 за рішенням суддів), 1 Нічия, 1 Не відбувся |          |                          |        |              |                   |                                                        |                                                                              |
| Результат | Рекорд   | Суперник                 | Спосіб | Раунд, час   | Дата              | Місце проведення                                       | Примітки                                                                     |
| Поразка | 19-3-1-1 | О'Шакі Фостер            | SD     | 12           | 2 листопада 2024  | Turning Stone Resort Casino, Верона, Нью-Йорк          | Втратив титул чемпіона світу за версією WBC у другій напівлегкій вазі.       |
| Перемога | 19-2-1-1 | О'Шакі Фостер            | SD     | 12           | 6 липня 2024      | Пруденшл-центр, Ньюарк                                 | Завоював титул чемпіона світу за версією WBC у другій напівлегкій вазі.      |
| Перемога | 18-2-1-1 | Хосе Іван Гуардадо Ортіс | TKO    | 7 (8)        | 13 квітня 2024    | American Bank Center, Корпус-Крісті                    |                                                                              |
| Нічия | 17-2-1-1 | Емануель Наваррете       | МD     | 12           | 16 листопада 2023 | Ті-Мобіл Арена, Парадайз, Невада                       | Бій за титул чемпіона світу за версією WBO у другій напівлегкій вазі.        |
| Не відбувся | 17-2-0-1 | Ніколас Поланко          | UD     | 2 (10)       | 10 червня 2023    | Hulu Theater, Медісон Сквер Гарден, Нью-Йорк, Нью-Йорк |                                                                              |
| Поразка | 17-2     | Шакур Стівенсон          | UD     | 12           | 23 вересня 2022   | Prudential Center, Нью-Джерсі                          | Бій за титули чемпіона світу WBC, WBO та The Ring в другій напівлегкій вазі. |
| Перемога | 17-1     | Хав'єр Мартінес          | UD     | 10           | 29 січня 2022     | Hard Rock Cafe, Талса                                  |                                                                              |
| Поразка | 16-1     | Оскар Вальдес            | UD     | 12           | 10 вересня 2021   | Casino del Sol, Тусон, Аризона                         | Бій за титул чемпіона світу WBC в другій напівлегкій вазі.                   |
| Перемога | 16-0     | Хесус Антоніо Агумада    | TKO    | 7 (8), 1:20  | 10 квітня 2021    | Osage Casino, Талса                                    |                                                                              |
| Перемога | 15-0     | Луїс Корія               | UD     | 10           | 31 жовтня 2020    | MGM Grand, Лас-Вегас, Невада                           |                                                                              |
| Перемога | 14-0     | Едуардо Перейра дос Рейс | TKO    | 2 (10), 0:28 | 29 серпня 2019    | Arena de Lutas, Сан-Паулу                              |                                                                              |
| Перемога | 13-0     | Карлос Руїз              | UD     | 8            | 8 червня 2019     | Reno-Sparks Convention Center, Ріно, Невада            |                                                                              |
| Перемога | 12-0     | Серхіо Аріель Естрела    | TKO    | 1 (10), 1:54 | 31 березня 2019   | Portobello Resort & Safari, Мангаратіба                |                                                                              |
| Перемога | 11-0     | Ектор Амбріз Суарес      | UD     | 8            | 18 січня 2019     | Turning Stone Resort Casino, Верона, Нью-Йорк          |                                                                              |
| Перемога | 10-0     | Джой Лавіолетте          | UD     | 8            | 4 листопада 2018  | Don Haskins Center, Ель-Пасо, Техас                    |                                                                              |
| Перемога | 9-0      | Едгар Канту              | UD     | 8            | 25 серпня 2018    | Jobing.com-арена, Глендейл, Аризона                    |                                                                              |
| Перемога | 8-0      | Гавіно Гуаман            | TKO    | 3 (6), 0:53  | 30 червня 2018    | Paycom Center, Оклахома-Сіті                           |                                                                              |
| Перемога | 7-0      | Алекс Торрес Рін         | UD     | 6            | 28 квітня 2018    | Liacouras Center, Філадельфія                          |                                                                              |
| Перемога | 6-0      | Ігнасіо Голгуїн          | UD     | 6            | 16 лютого 2018    | Grand Sierra Resort, Ріно, Невада                      |                                                                              |
| Перемога | 5-0      | Карлос Осоріо            | RTD    | 3 (8), 3:00  | 22 вересня 2017   | Tucson Convention Center, Тусон, Аризона               |                                                                              |
| Перемога | 4-0      | Бернардо Гомес Урібе     | KO     | 1 (8), 0:53  | 21 липня 2017     | Sheraton Puerto Rico Hotel & Casino, Сан-Хуан          |                                                                              |
| Перемога | 3-0      | Аарон Голліс             | TKO    | 2 (6), 0:36  | 17 березня 2017   | Hulu Theater, Нью-Йорк                                 |                                                                              |
| Перемога | 2-0      | Аарон Елай               | KO     | 2 (6), 1:06  | 27 січня 2017     | Sportsmans Lodge, Студіо Сіті Каліфорнія               |                                                                              |
| Перемога | 1-0      | Клей Бернс               | UD     | 6            | 5 листопада 2016  | Thomas & Mack Center, Лас-Вегас, Невада                |                                                                              |